# 団龍彦
団 龍彦（だん たつひこ、1948年1月26日 - 2005年6月）は、日本の小説家。本名、菊池 忠昭（きくち ただあき）。
福島県出身。明治大学卒業。

## 人物
永井豪ファンクラブ会員を経て、1972年にダイナミックプロに入社。
ダイナミックプロでは、永井のネタだしの聞き役を務めたと『激マン!』で語られている。ネタを出してもほとんど忘れてしまう永井は、聞きながらメモを取る団を重宝したが、当の本人はネーム原稿の段階から作品を読みたいがために居残りしていたとのこと。
『デビルマン』『マジンガーZ』などの雑誌媒介用の設定製作を担当する。『マジンガーZ』などの裏設定について、詳細まで考えていなかったため、同作を掲載していた『テレビマガジン』などの編集者に聞かれた際に慌てて作ったと述懐している。
1985年、『ゴッドマジンガー』の小説版で小説家としてデビュー。
1986年に刊行された学園超女隊シリーズの第1巻『ザ・学園超女隊』が1991年にOVA化されている。
2005年6月に死去。死因は公表されていない。

## 作品リスト

### オリジナル作品
- 霊感カップル ミキ&シュン（全3巻）
- 瑠衣シリーズ（全3巻）
- 幽霊学級
- 紅の伝説
- 学園超女隊（全8巻）
  - ザ・学園超女隊
  - VIVA!学園超女隊
  - 超女隊in香港
  - 超女隊ワンダーランド
  - 超女隊cha!cha!cha!
  - 超女隊エクスプレス
  - 超女隊アドベンチャー
  - 超女隊クルーズ
- 舞シリーズ（全2巻）
  - 舞が行く!
  - 舞が好き!
- こちら幽霊探偵局（全7巻）
- 堕天戦士（全4巻）
- ハレルヤ・ベイビー 赤ちゃんは救世主（全5巻）
- 美王城
- スーパーロボット大戦（全3巻）

### ノベライズ作品
- ゴッドマジンガー（全10巻中、2・5・8巻を担当）
- プロジェクトA子2
- キューティーハニー
- バイオレンスジャック 黄金都市編